# Sebastiano Scirè Risichella
Sebastiano Scirè Risichella (Francofonte, 12 ottobre 1890 – Asti, 20 marzo 1981) è stato un militare italiano, decorato con la medaglia d'oro al valor militare a vivente durante la prima guerra mondiale.

## Biografia
Nacque a Francofonte, provincia di Siracusa, il 12 ottobre 1890, figlio di Filippo e Concetta Bortuna. Poco tempo dopo la sua nascita la famiglia si trasferì a Militello, in provincia di Catania. Nel corso del 1911 venne chiamato a prestare servizio militare presso il 9º Reggimento bersaglieri di Asti. Inquadrato nel XXVIII Battaglione, dal 3 al 31 luglio 1912, prestò servizio durante la guerra di Libia, operando in Tripolitania. Ritornato in Patria venne congedato nel gennaio 1913.
Nell'aprile del 1915, in vista dell'entrata in guerra del Regno d'Italia, fu richiamato in servizio presso il 10º Reggimento bersaglieri. Con l'inizio delle ostilità, il 24 maggio, raggiunse la zona di operazione nelle file del neocostituito 16º Reggimento bersaglieri, partecipando ai combattimenti sul Monte Kuk, e quindi nel settore But-Degano, sul Freikofel e sul Monte Pal Piccolo insieme al sottotenente Michele Vitali Mazza. Promosso al grado di sergente si distinse, 4 agosto 1917, durante la cattura di un posto avanzato nemico a Casera Melvio di Sopra. Per tale azione ricevette un encomio solenne da parte del comando italiano.
Dopo l'inizio della battaglia di Caporetto, avvenuto alle ore 2:00 del 24 ottobre, e con il conseguente sfondamento del fronte italiano, egli combatté in azioni di retroguardia durante le fasi di ripiegamento del fronte della Carnia in direzione di Longarone e Santa Giustina. Ferito ad una spalla durante un combattimento corpo a corpo il 2 novembre, dopo una sommaria medicazione riprese il suo posto in linea. Due giorni dopo fu nuovamente ferito, questa volta in maniera grave, sul Monte Jôuf sopra la conca di San Francesco, ma continuò imperterrito a rimanere in linea per altri due giorni. Trasportato in barella dai pochi superstiti del suo battaglione, riuscì a sfuggire alla cattura raggiungendo le linee italiane attestatesi dapprima sul Tagliamento e poi, definitivamente, lungo il fiume Piave.
Ritornò in linea guarito nel gennaio 1918, e prese servizio come volontario presso la 1170ª Compagnia mitraglieri "Arditi" della 1ª Divisione d'assalto. Per il valore dimostrato durante il combattimento di Moriago, sul Piave, del 27 ottobre fu decorato con Medaglia d'argento al valor militare. Dopo la fine della guerra venne inviato, in forza alla 1ª Divisione d'assalto, in Tripolitania dove le truppe italiane si trovavano in difficoltà contro la ribellione dei senussi. Rimpatriato nel luglio 1919 venne nuovamente congedato, trasferendosi negli Stati Uniti d'America su pressione di alcuni familiari. In Nord America fu informato della concessione della Medaglia d'oro al valor militare, che gli fu personalmente consegnata dall'Ambasciatore italiano. Nel 1924 rientrò in Italia su pressione del regime fascista, stabilendosi a Militello in val di Catania, dove divenne Comandante della Guardie municipali e poi Ispettore dell'Archivio Comunale. Dopo l'entrata in guerra del Regno d'Italia, il 10 giugno 1940,  nel mese di settembre dello stesso anno fu promosso al grado di sottotenente della riserva, e con l'inizio della campagna di Grecia partì volontario per l'Albania dove prese parte alle operazioni belliche. Iscritto al Ruolo d'Onore ottenne la promozione a tenente nel settembre 1953, a capitano nel 1960 e a maggiore nel giugno 1969. Si spense ad Asti il 20 marzo 1981, e la salma fu successivamente tumulata nel cimitero di Militello.

### Annotazioni
1. ↑  Con la seguente motivazione:  Facente parte di una pattuglia spintosi nei pressi delle linee nemiche per tentare di catturare un posto avanzato dopo di essere stato scoperto ed avere suscitato l'allarme In tutta la fronte, dava prova di calma, ardimento nel rimanere ad immediato contatto dell'avversario allo scopo di tendere agguato ad eventuali pattuglie che il nemico avesse inviato in perlustrazione. Casera Melvio di Sopra, notte del 4 agosto 1917.
2. ↑  Una pallottola gli trapassò da parte a parte la gola, e credendo la ferita mortale disse al suo comandante: Signor Capitano, muoio, ma sono contento,
3. ↑  Per questa azione gli fu successivamente concessa la Medaglia d'oro al valor militare.
4. ↑  Mentre si trovava in visita al figlio Filippo.

### Fonti
1. 1 2 3 4 5 6 7 8 9 10 11  Il Nastro Azzurro n.6, novembre-dicembre 2013, p. 30.
2. 1 2  Combatenti Liberazione.
3. 1 2 3  Cavaciocchi, Ungari 2014, p. 208.
4. ↑  Cavaciocchi, Ungari 2014, p. 244.
5. ↑  Cavaciocchi, Ungari 2014, p. 243.
6. ↑  Cavaciocchi, Ungari 2014, p. 246.
7. ↑  Cavaciocchi, Ungari 2014, p. 241.
8. 1 2 3 4 5 6 7  Il Nastro Azzurro n.6, novembre-dicembre 2013, p. 31.
9. 1 2  Cavaciocchi, Ungari 2014, p. 317.